# Alison Brie
Alison Brie Schermerhorn (Pasadena (Californië), 29 december 1982) is een Amerikaanse actrice, vooral bekend door haar rol als Annie Edison in Community en Trudy Campbell in Mad Men.